# باشگاه فوتبال اسپانیول بی
باشگاه رئال دپورتیو اسپانیول بارسلونا «بی» تیم ذخیره باشگاه اسپانیول، باشگاه مستقر در بارسلون، در منطقه خودمختار کاتالونیا است. این تیم در سال ۱۹۸۱ تأسیس شد و در سگوندا دیویسیون RFEF–گروه سوم بازی می‌کند و مسابقات خانگی را در استادیوم ورزشی دنی ژارک با ظرفیت ۶۰۰۰ صندلی برگزار می‌کند.
برخلاف لیگ انگلیس، تیم‌های ذخیره در اسپانیا به جای یک لیگ جداگانه، در هرم فوتبالی مشابه تیم بزرگسالان خود بازی می‌کنند. با این حال، تیم‌های ذخیره نمی‌توانند در همان دسته تیم بزرگسالان خود بازی کنند و دیگر قادر به رقابت در کوپا دل ری نیستند

## تاریخ
در سال ۱۹۸۱، باشگاه فوتبال کریستینک در سانتا کریستینا دآرو، استان جیرونا ایجاد شد. این باشگاه در دسته‌های پایین‌تر پیشرفت سریعی داشت تا اینکه به دسته چهارم رسید. همچنین تبدیل به یک باشگاه تغذیه‌کننده برای اسپانیول شده بود.
در سال ۱۹۹۱، تیم نام خود را به کریستینک اسپانیول تغییر داد و سه سال بعد به رئال کلاب دپورتیوو اسپانیول بی تغییر نام داد، در حالی که وضعیت تیم ذخیره اسپانیول را نیز به دست آورد. در دهه‌های بعد بین سطوح چهارم و سوم در نوسان بود، طولانی‌ترین دوره آن پنج سال بود، با کسب رتبه دوم در فصل ۰۲–۲۰۰۱. تیم کاتالانی در طول سه دیدار این تیم از پلی آف نتوانست به مرحله بعدی صعود کند.
در فصل ۱۰–۲۰۰۹ اسپانیول بی در جایگاه شانزدهم، بالاتر از منطقه سقوط، به پایان رساند ولی در بازی پلی آف برای ماندن در لیگ باخت و به لیگ پایین‌تر سقوط کرد.

## فصل به فصل
- به عنوان اف سی کریستینک

| فصل       | دسته | لیگ     | رتبه    | کوپا دل ری |
| --------- | ---- | ------- | ------- | ---------- |
| ۱۹۸۲–۱۹۸۳ | ۸    | ۳ª Reg. |         |            |
| ۱۹۸۳–۸۴   | ۸    | ۳ª Reg. |         |            |
| ۱۹۸۴–۸۵   | ۸    | ۳ª Reg. |         |            |
| ۱۹۸۵–۸۶   | ۷    | ۲ª Reg. | ۱       |            |
| ۱۹۸۶–۸۷   | ۶    | ۱ª Reg. | دوازدهم |            |
| ۱۹۸۷–۸۸   | ۶    | ۱ª Reg. | ۱       |            |

| فصل       | دسته | لیگ        | رتبه   | کوپا دل ری |
| --------- | ---- | ---------- | ------ | ---------- |
| ۱۹۸۸–۸۹   | ۵    | Reg. Pref. | ۱      |            |
| ۱۹۸۹–۹۰   | ۴    | ۳ª         | یازدهم |            |
| ۱۹۹۰–۱۹۹۱ | ۴    | ۳ª         | ۱۰     |            |
| ۱۹۹۱–۹۲   | ۴    | ۳ª         | ۷      |            |
| ۱۹۹۲–۹۳   | ۴    | ۳ª         | ۶      |            |
| ۱۹۹۳–۹۴   | ۴    | ۳ª         | ۹      |            |

- به عنوان تیم ذخیره باشگاه اسپانیول

| فصل       | دسته | لیگ  | رتبه    |
| --------- | ---- | ---- | ------- |
| ۱۹۹۴–۹۵   | ۴    | ۳ª   | ۱       |
| ۱۹۹۵–۹۶   | ۳    | ۲ª B | یازدهم  |
| ۱۹۹۶–۹۷   | ۳    | ۲ª B | ۸       |
| ۱۹۹۷–۹۸   | ۳    | ۲ª B | ۴       |
| ۱۹۹۸–۹۹   | ۳    | ۲ª B | هفدهم   |
| ۱۹۹۹–۲۰۰۰ | ۴    | ۳ª   | ۲       |
| ۰۱–۲۰۰۰   | ۳    | ۲ª B | ۴       |
| ۰۲–۲۰۰۱   | ۳    | ۲ª B | ۲       |
| ۰۳–۲۰۰۲   | ۳    | ۲ª B | ۱۰      |
| ۲۰۰۳–۰۴   | ۳    | ۲ª B | یازدهم  |
| ۲۰۰۴–۰۵   | ۳    | ۲ª B | ۱۸      |
| ۲۰۰۵–۰۶   | ۴    | ۳ª   | ۲       |
| ۰۷–۲۰۰۶   | ۳    | ۲ª B | سیزدهم  |
| ۰۸–۲۰۰۷   | ۳    | ۲ª B | ۱۸      |
| ۰۹–۲۰۰۸   | ۴    | ۳ª   | ۱       |
| ۱۰–۲۰۰۹   | ۳    | ۲ª B | شانزدهم |
| ۱۱–۲۰۱۰   | ۴    | ۳ª   | ۵       |
| ۱۲–۲۰۱۱   | ۴    | ۳ª   | ۲       |
| ۲۰۱۲–۱۳   | ۳    | ۲ª B | ۸       |
| ۲۰۱۳–۱۴   | ۳    | ۲ª B | ۸       |

| فصل     | دسته | لیگ     | رتبه    |
| ------- | ---- | ------- | ------- |
| ۲۰۱۴–۱۵ | ۳    | ۲ª B    | یازدهم  |
| ۲۰۱۵–۱۶ | ۳    | ۲ª B    | دوازدهم |
| ۱۷–۲۰۱۶ | ۳    | ۲ª B    | ۱۸      |
| ۱۸–۲۰۱۷ | ۴    | ۳ª      | ۱       |
| ۱۹–۲۰۱۸ | ۳    | ۲ª B    | ۵       |
| ۲۰–۲۰۱۹ | ۳    | ۲ª B    | ۸       |
| ۲۱–۲۰۲۰ | ۳    | ۲ª B    | ۸/۲     |
| ۲۰۲۱–۲۲ | ۴    | ۲ª RFEF |         |

- ۲۰ فصل در سگوندا دیویسیون بی
- ۱ فصل در سگوندا دیویسیون RFEF
- ۱۲ فصل در ترسرا دیویسیون
- ۷ فصل در لیگ منطقه‌ای

## افتخارات
- ترسرا دیویسیون: ۰۵–۱۹۹۴، ۰۹–۲۰۰۸، ۱۸–۲۰۱۷

## بازیکنان

### تیم فعلی
تا تاریخ ۹ سپتامبر ۲۰۲۱